# Pachythone barcanti
Pachythone barcanti är en fjärilsart som beskrevs av Tite 1968. Pachythone barcanti ingår i släktet Pachythone och familjen Riodinidae. Inga underarter finns listade i Catalogue of Life.